# Shoot (Mad Men)
"Shoot" é o nono episódio da primeira temporada da série dramática Mad Men. Ele foi ao ar pela primeira vez nos Estados Unidos no dia 13 de setembro de 2007 pela AMC. "Shoot" foi escrito por Chris Provenzano e Matthew Weiner e dirigido por Paul Feig.